# ميرا جاسمين
ميرا جاسمين هي ممثلة هندية، ولدت في 15 فبراير 1982 في الهند. من الجوائز التي نالتها جائزة فيلم فير جنوب وNational Film Award for Best Actress in a Leading Role ‏.

## جوائز
- جائزة فيلم فير جنوب
- National Film Award for Best Actress in a Leading Role [الإنجليزية]‏

## وصلات خارجية
- ميرا جاسمين على موقع IMDb (الإنجليزية)
- ميرا جاسمين على موقع ألو سيني (الفرنسية)
- ميرا جاسمين على موقع أول موفي (الإنجليزية)
- ميرا جاسمين على موقع قاعدة بيانات الفيلم (الإنجليزية)
- ميرا جاسمين على موقع كينوبويسك (الروسية)